# 2011年のテレビドラマ (日本)
2011年のテレビドラマでは、2011年に日本国内で放送されたテレビドラマについてまとめる。

## NHKの主なテレビドラマ

### 連続テレビ小説
てっぱん - 大阪放送局制作
- 放送日：2010年9月27日 - 2011年4月2日
- 脚本：寺田敏雄、今井雅子、関えり香
- 出演：瀧本美織、富司純子 他

おひさま
- 放送日：2011年4月4日 - 2011年10月1日（全156回）
- 脚本：岡田恵和
- 出演：井上真央、高良健吾、若尾文子、寺脇康文 他

カーネーション - 大阪放送局制作
- 放送日：2011年10月3日 - 2012年3月31日（全151回）
- 脚本：渡辺あや
- 出演：尾野真千子、小林薫、麻生祐未 他

### 大河ドラマ
江〜姫たちの戦国〜
- 放送日：1月9日 - 11月27日（全46回）
- 原作・脚本：田淵久美子
- 出演：上野樹里、宮沢りえ、水川あさみ、豊川悦司、鈴木保奈美、北大路欣也 他

### ドラマ10
フェイク 京都美術事件絵巻 - 制作：NHK大阪放送局、東映
- 放送日：1月4日 - 2月8日（全6回）
- 脚本：岩下悠子
- 出演：財前直見、南野陽子、佐野史郎、寺田農 他

四十九日のレシピ
- 放送日：2月15日 - 3月8日（全4回）
- 原作 ：伊吹有喜『四十九日のレシピ』（ポプラ社刊）
- 脚本：大島里美
- 出演：和久井映見、風吹ジュン、徳永えり、渡部豪太、伊東四朗 他

マドンナ・ヴェルデ〜娘のために産むこと〜
- 放送日：4月19日 - 5月24日（全6回）
- 原作：海堂尊『マドンナ・ヴェルデ』『ジーン・ワルツ』（新潮社刊）
- 脚本：宮村優子
- 出演：松坂慶子、国仲涼子 他

下流の宴
- 放送日：5月31日 - 7月19日（全8回）
- 原作：林真理子『下流の宴』（毎日新聞社刊）
- 脚本：中園ミホ
- 出演：黒木瞳、美波、窪田正孝 他

胡桃の部屋
- 放送日：7月26日 - 8月30日（全6回）
- 原作：向田邦子
- 脚本：篠﨑絵里子
- 出演：松下奈緒、竹下景子、蟹江敬三、井川遥、臼田あさ美、瀬戸康史 他

ラストマネー -愛の値段- - 制作：ドリマックス・テレビジョン
- 放送日：9月13日 - 10月25日（全7回）
- 脚本：武田有起、渡辺啓
- 出演：伊藤英明、中丸雄一（KAT-TUN）、高島礼子 他

カレ、夫、男友達
- 放送日：11月1日 - 12月20日（全8回）
- 原作：江國香織『思いわずらうことなく愉しく生きよ』(光文社文庫刊）
- 脚本：浅野妙子
- 出演：真木よう子、木村多江、夏帆 他

### よる★ドラ
ビターシュガー ※第1回作品
- 放送日：10月18日 - 12月20日（全10回）
- 原作：大島真寿美『虹色天気雨』『ビターシュガー』（小学館刊）
- 脚本：今井雅子
- 出演：りょう、和久井映見、鈴木砂羽 他

### 土曜時代劇
隠密八百八町 - 制作：NHKエンタープライズ ※最終作品
- 放送日：1月8日 - 3月26日（全9回）
- 脚本： 金子成人、梶本惠美、横山一真
- 出演：舘ひろし、釈由美子、宝海大空、前田吟、津川雅彦、平幹二朗 他

### 土曜ドラマスペシャル
岡本太郎生誕100年企画 TAROの塔
- 放送日：2月26日 - 4月2日（全4回）
- 脚本：大森寿美男
- 出演：松尾スズキ、常盤貴子 他

チャレンジド〜卒業〜 - 制作：NHKエンタープライズ、ケイファクトリー
- 放送日：5月14日・21日（全2回）（3月25日にBS Hiで2編先行放送）
- 作：渡邉睦月
- 出演：佐々木蔵之介、富田靖子、村川絵梨、西郷輝彦 他

TAROの塔〜芸術は爆発だ!〜
- 放送日：6月25日 ※第3話・最終話（3月26日・4月2日放送）を再編集して放送
- 脚本：大森寿美男
- 出演：松尾スズキ、常盤貴子 他

神様の女房
- 放送日：10月1日・8日・15日（全3回）
- 原作：高橋誠之助「神様の女房」(ダイヤモンド社刊）
- 脚本：ジェームス三木
- 出演：常盤貴子、筒井道隆、松本利夫（EXILE）、秋野暢子、石倉三郎、野際陽子、津川雅彦 他

使命と魂のリミット
- 放送日:11月5日・12日（全2回）
- 原作：東野圭吾「使命と魂のリミット」（新潮社刊）
- 脚本：吉田紀子
- 出演：石原さとみ、速水もこみち、吹越満、倉科カナ、中尾彬、永島敏行、高島礼子、舘ひろし 他

蝶々さん〜最後の武士の娘〜
- 放送日：11月19日・26日（全2回）
- 作：市川森一
- 出演：宮崎あおい、伊藤淳史 他

真珠湾からの帰還 〜軍神と捕虜第一号〜
- 放送日：12月10日
- 作：鈴木智
- 出演：青木崇高 他

### ケータイ発ドラマ
金魚倶楽部
- 放送日：7月23日 - 10月1日（全10回）
- 原作：椿ハナ（魔法のiらんど、NHK賞受賞作品）
- 脚本：横田理恵
- 出演：入江甚儀、刈谷友衣子 他

### BSハイビジョンのテレビドラマ
私が初めて創ったドラマ
- 放送日：2010年10月1日 - 2011年2月25日（全15回）

### BSプレミアムのテレビドラマ
トンイ - 制作： 韓国MBC・Lydus Content Company
- 放送日：4月10日 - 2012年6月（全60回）
- 脚本：キム・イヨン
- 出演：ハン・ヒョジュ、チ・ジニ 他

どんど晴れスペシャル
- 放送日：4月24日
- 脚本：小松江里子
- 出演：比嘉愛未 他

ハイビジョン特集ドラマ 生むと生まれるそれからのこと
- 放送日：8月27日
- 作：岩井秀人
- 出演：柄本佑、関めぐみ、愛華みれ、国生さゆり、鶴見辰吾 他

日韓共同制作ドラマ 赤と黒 - 共同制作：アジア・コンテンツ・センター､ 韓国グッド・ストーリー
- 放送日：9月4日 - 15日
- 監督：イ・ヒョンミン
- 出演：キム・ナムギル、キム・ジェウク、ハン・ガイン、豊原功補、三浦孝太、麻由 他

#### BS時代劇
新選組血風録
- 放送日：4月3日 - 6月19日 （全12回）
- 原作：司馬遼太郎『新選組血風録』
- 脚本：渡邉睦月/川上英幸
- 出演：永井大、宅間孝行、辻本祐樹 他

テンペスト
- 放送日：7月17日 - 9月25日
- 原作：池上永一『テンペスト』(角川書店刊）
- 脚本：大森寿美男
- 出演：仲間由紀恵、谷原章介、塚本高史、高岡早紀 他

塚原卜伝
- 放送日：10月2日 - 11月13日（全7回）
- 原作：津本陽『塚原卜伝十二番勝負』
- 脚本：山本むつみ、高山直也
- 出演：堺雅人、平岳大、栗山千明 他

### スペシャルドラマ
風をあつめて
- 放送日：2月11日
- 脚本：荒井修子
- 出演：安田顕、中越典子、吉田羊、上田耕一、平田満 他

迷子 - 制作：NHK大阪放送局
- 放送日：2月19日
- 脚本：前田司郎
- 出演：南沢奈央、忍成修吾 他

探偵Xからの挑戦状! Season3
- 放送日：4月21日※、4月28日、5月5日（全3回）※4月21日地震のため放送中断、27日深夜に改めて放送
- 原作：貫井徳郎『殺人は難しい（仮）』 / 北村薫『ビスケット（仮）』 / 米澤穂信『怪盗Xの挑戦状』
- 出演：永岡佑、内田亜希子 / 山口祐一郎、水野美紀 / 竹中直人、長澤まさみ 他

NHK岐阜放送局開局70周年記念ドラマ 恋するキムチ
- 放送日：5月4日（2月18日に中部7県で先行放送）
- 脚本：横田理恵
- 出演：貫地谷しほり、ユナク（SUPERNOVA） 他

NHK福岡放送局開局80周年記念ドラマ 見知らぬわが町（番組サイト）
- 放送日：5月5日（前年12月10日に九州・沖縄で先行放送）
- 原案：中川雅子『見知らぬわが町―1995真夏の廃坑』（葦書房刊）
- 脚本：羽原大介
- 出演：忽那汐里、杉本哲太、高橋一生、小林勝也、いしだあゆみ 他

ドキュメンタリードラマ 1991 雲仙・普賢岳 〜避難勧告を継続せよ〜（番組サイト）
- 放送日：6月4日
- 脚本：斉藤樹実子
- 出演：不破万作 他

NHKスペシャル 未解決事件〜グリコ・森永事件〜
- 放送日：7月29日、30日
- 脚本：田子明弘
- 出演：上川隆也、池内博之 他

もしも明日…
- 放送日：9月3日、24日
- 出演：有働由美子（NHK東京アナウンス室アナウンサー、番組進行）

「子どもを守れ!」キャンペーンドラマ やさしい花 - 制作：NHK大阪放送局
- 放送日：9月16日
- 作：安田真奈
- 出演：石野真子、谷村美月、西川忠志 他

名古屋発ドラマ 幸せのかたち〜離婚の危機を迎えたら〜 - 制作：NHK名古屋放送局（公式サイト）
- 放送日：10月14日（東海・北陸7県）
- 出演：高野志穂、田中幸太朗 他

プロジェクトJAPAN・坂の上の雲
- 放送日：12月3日 - 12月24日（第3部・全4回）
- 原作：司馬遼太郎（『坂の上の雲』、『明治という国家』、『司馬遼太郎が考えたこと』、『殉死』）
- 脚本：野沢尚、柴田岳志、佐藤幹夫
- 出演：本木雅弘、阿部寛、松たか子、伊東四朗、片岡鶴太郎、西田敏行、渡哲也 他

福岡発地域ドラマ〜NHK北九州放送局 開局80周年記念〜 オヤジバトル! - 制作：NHK福岡・北九州放送局
- 放送日：12月9日（九州地区。2012年2月11日に全国放送）
- 脚本：羽原大介
- 出演：筧利夫、飯島直子、古田瑞貴、今井雅之、芋洗坂係長、岡本啓 他

てっぱん番外編〜イブ・ラブ・ライブ〜 - 制作：NHK大阪放送局
- 放送日：12月24日（12月16日に関西地区で先行放送）
- 作：今井雅子
- 出演：瀧本美織、趙珉和、柏原収史、松田悟志、長田成哉、馬場園梓（アジアン） 他

港町相撲ボーイズ - 制作：NHK富山放送局（番組サイト）
- 放送日：12月16日（北陸・東海4県）
- 作：宮村優子
- 出演：林隆三、加藤虎ノ介、酒井若菜 他

#### 正月時代劇
隠密秘帖 - 制作：NHKエンタープライズ
- 放送日：1月1日
- 作：金子成人
- 出演：舘ひろし、南原清隆（ウッチャンナンチャン） 他

### Eテレの海外ドラマ
カイルXY - 制作： アメリカ合衆国 タッチストーン・テレビジョン、ABCスタジオ
- 放送日：2010年10月2日 - 2011年3月19日
- 出演：マット・ダラス（CV：川田紳司）他

iCarly - 制作： アメリカ合衆国 ニコロデオン・ムービーズ
- 放送日：2010年11月16日 - （2012年現在も継続中）
- 出演：ミランダ・コスグローブ（CV：水樹奈々）他

新ビバリーヒルズ青春白書2 - 制作： アメリカ合衆国 CBSテレビジョン・スタジオズ
- 放送日：6月4日 - 10月29日（全22回）
- 出演：シェネイ・グライムス（CV：本名陽子）他

新ビバリーヒルズ青春白書3 - 制作：CBSテレビジョン・スタジオズ
- 放送日：11月5日 - 2012年3月31日（全21回）
- 出演：アナリン・マッコード（CV：小島幸子）他

### そのほか (NHK)
恋する日本語 - 制作：FCC
- 放送日：1月20日 - 3月10日（全8回、総合テレビ）
- 原作：小山薫堂（幻冬舎文庫）
- 出演：余貴美子 他

イ・サン - 制作： 韓国MBC
- 放送日：4月3日 - 2013年1月13日（全77回）
- 脚本：キム・イヨン
- 出演：イ・ソジン 他

ABUアジア子どもドラマシリーズ2011
- 放送日：8月1日 - 5日（全5回、Eテレ）
- ナビゲーター：ガレッジセール（ゴリ、川田広樹）

## 日本テレビ系の主なテレビドラマ

### 水曜ドラマ
美咲ナンバーワン!!
- 放送日：1月12日 - 3月16日（全10回）
- 原作：藤崎聖人（小学館、スピリッツコミックス刊）
- 脚本：江頭美智留、松田裕子、梅田みか
- 出演：香里奈、藤ヶ谷太輔(Kis-My-Ft2)、北山宏光(Kis-My-Ft2)、大政絢、市川知宏、大野拓朗、田中圭 他

リバウンド
- 放送日：4月27日 - 6月29日（全10回）
- 脚本：遊川和彦
- 出演：相武紗季、速水もこみち、栗山千明 他

ブルドクター
- 放送日：7月6日 - 9月14日（全11回）
- 脚本：橋部敦子
- 出演：江角マキコ、石原さとみ、稲垣吾郎(SMAP) 他

家政婦のミタ
- 放送日：10月12日 - 12月21日（全11回）
- 脚本：遊川和彦
- 出演：松嶋菜々子、長谷川博己、相武紗季、忽那汐里、平泉成、白川由美 他

### 土曜ドラマ
デカワンコ
- 放送日：1月15日 - 3月26日（全10回）
- 原作：森本梢子『デカワンコ』（集英社・YOU連載）
- 脚本：伴一彦
- 出演：多部未華子、沢村一樹、手越祐也（NEWS） 他

高校生レストラン
- 放送日：5月7日 - 7月2日（全9回）
- 原作：村林新吾『高校生レストラン、本日も満席。』、『高校生レストラン、行列の理由。』（伊勢新聞社刊）
- 脚本：吉本昌弘 他
- 出演：松岡昌宏(TOKIO)、吹石一恵、神木隆之介、川島海荷、伊藤英明 他

ドン★キホーテ
- 放送日：7月9日 - 9月24日
- 脚本：大石哲也
- 出演：松田翔太、高橋克実、成海璃子、内田有紀、小林聡美 他

妖怪人間ベム
- 放送日：10月22日 - 12月24日（全10回）
- 原作：アサツー ディ・ケイ企画・制作アニメ『妖怪人間ベム』
- 脚本：西田征史
- 出演：亀梨和也（KAT-TUN）、杏、鈴木福、北村一輝 他

### 読売テレビ制作・木曜深夜枠

#### 木曜ナイトドラマ
示談交渉人 ゴタ消し ※最終作品
- 放送日：1月6日 - 3月31日（全13回）
- 原作：大沢俊太郎『ゴタ消し -示談交渉人 白井虎次郎-』（集英社・スーパージャンプ連載中）
- 脚本：大石哲也、鈴木智、川嶋澄乃
- 出演：西野亮廣（キングコング）、忽那汐里、ゴリ（ガレッジセール）他

#### 木曜ミステリーシアター
四つ葉神社ウラ稼業 失恋保険〜告らせ屋〜 ※第1回作品
- 放送日：4月7日 - 6月30日（全13回）
- 脚本：山崎淳也、真柴あずき、荒井修子
- 出演：城田優、福田沙紀、古田新太 他

名探偵コナン 工藤新一への挑戦状
- 放送日：7月7日 - 9月29日（全13回）
- 原作：青山剛昌『名探偵コナン』（小学館 週刊少年サンデー）
- 脚本：秦建日子、及川真実、いさみたかお、福田弥生、林誠人、杉山嘉一、岸田伊織
- 出演：溝端淳平、忽那汐里、大塚寧々、秋元才加（AKB48）、陣内孝則 他

秘密諜報員 エリカ
- 放送日：10月6日 - 12月29日（全13回）
- 脚本：関えり香、田中眞一、鈴木智
- 出演：栗山千明、井出卓也、東根作寿英、杉本哲太 他

### 水曜深夜ドラマ
ろくでなしBLUES - 制作：VAP、4cast ※第1回作品
- 放送日：7月6日 - 9月28日
- 原作：森田まさのり（集英社、ジャンプコミックス）
- 脚本：秦建日子
- 出演：青柳翔(劇団EXILE)、大政絢、北原里英(AKB48)、小澤雄太(劇団EXILE)、白濱亜嵐(劇団EXILE)、春川恭亮(劇団EXILE)、秋山真太郎(劇団EXILE) 他

QP - 制作：「QP」制作委員会
- 放送日：10月5日 - 12月28日（全13回）
- 原作：髙橋ヒロシ『QP』（少年画報社）
- 脚本：NAKA雅MURA
- 監督：三池崇史 他
- 出演：斎藤工、金子ノブアキ、渡部豪太、林遣都、田口トモロヲ、椎名桔平 他

### スペシャルドラマ（日本テレビ）
ザ・ミュージックショウ
- 放送日：1月2日
- 脚本：及川拓郎
- 出演：沢村一樹、安田顕、戸田恵子、桐谷美玲 他

桜からの手紙 〜AKB48 それぞれの卒業物語〜
- 放送日：2月26日 - 3月6日（全9回）
- 企画・原案：秋元康
- 脚本：旺季志ずか
- 出演：AKB48、上川隆也 他

さよならぼくたちのようちえん
- 放送日：3月30日
- 脚本：坂元裕二
- 出演：芦田愛菜、満島ひかり 他

熱中時代
- 放送日：4月9日
- 脚本：英生みちこ
- 出演：佐藤隆太、松下奈緒、船越英一郎 他

名探偵コナンドラマスペシャル 工藤新一への挑戦状〜怪鳥伝説の謎〜 - 制作：読売テレビ
- 放送日：4月15日
- 原作：青山剛昌『名探偵コナン』（小学館）
- 脚本：秦建日子
- 出演：溝端淳平、忽那汐里、大塚寧々、秋元才加（AKB48）、陣内孝則 他

ヤング ブラック・ジャック - 制作：IMJ-E
- 放送日：4月23日
- 脚本：酒井直行、福間正裕、英生みちこ
- 出演：岡田将生、仲里依紗 他

デカワンコ ちょっとだけリターンズ
- 放送日：4月30日
- 脚本：伴一彦
- 出演：多部未華子、沢村一樹、手越祐也(NEWS) 他

終戦ドラマスペシャル この世界の片隅に
- 放送日：8月5日
- 原作：こうの史代『この世界の片隅に』（双葉社）
- 脚本：浅野妙子
- 出演：北川景子、小出恵介、優香 他

終戦ドラマスペシャル 犬の消えた日
- 放送日：8月12日
- 原作：井上こみち『犬の消えた日』（幻冬舎）
- 脚本：坂上かつえ
- 出演：西島秀俊、檀れい、荒川ちか 他

24時間テレビスペシャルドラマ 生きてるだけでなんくるないさ
- 放送日：8月20日
- 原作：玉元栄作『生きてるだけで なんくるないさ』（メディア・パル）
- 脚本：篠﨑絵里子
- 出演：村上信五(関ジャニ∞)、田中麗奈、渋谷すばる(関ジャニ∞)、高畑淳子、生瀬勝久 他

新・あなたの知らない世界
- 放送日：8月25日
- 出演：松井玲奈（SKE48）、橋本愛、吉木りさ、広瀬アリス、荒井萌 他

ミエルオンナ月子 〜真夏の夜のコワーイ話〜
- 放送日：8月26日
- 脚本：渡辺雄介
- 出演：相武紗季、塚本高史、伊武雅刀 他

アイシテル〜絆〜
- 放送日：9月21日
- 原作：伊藤実『アイシテル〜絆〜』（講談社 BE LOVE連載）
- 脚本：髙橋麻紀
- 出演：稲森いずみ、岡田将生、水川あさみ、向井理、伊東四朗、田中美佐子 他

幸福の黄色いハンカチ
- 放送日：10月10日
- 原作：山田洋次『幸福の黄色いハンカチ』（1977年、松竹）
- 脚本・監修：山田洋次
- 出演：阿部寛、堀北真希、濱田岳、夏川結衣 他

怪物くん 完全新作スペシャル!!
- 放送日：10月15日
- 原作：藤子不二雄Ⓐ『怪物くん』
- 脚本：西田征史
- 出演：大野智(嵐)、松岡昌宏、八嶋智人、川島海荷、上島竜兵（ダチョウ倶楽部）、チェ・ホンマン、濱田龍臣、ベッキー、稲森いずみ、鹿賀丈史 他

らんま1/2
- 放送日：12月9日
- 原作：高橋留美子「らんま1/2」（小学館）
- 脚本：いずみ吉紘
- 出演：新垣結衣、賀来賢人、夏菜 他

### そのほか（日本テレビ）
臨死!!江古田ちゃん
- 放送日：1月11日 - 3月8日（この間中断）、6月25日 - 7月9日（全12回）
- 原作：瀧波ユカリ（講談社・アフタヌーンKC刊）
- 脚本：松原秀
- 出演：鳥居みゆき、江本純子、長谷川朝晴 他

甲州戦記サクライザー 2ndシーズン（公式） - 制作：山梨放送
- 放送日：4月3日 - 7月3日
- 出演：桜井敬太、上林冬馬、小沢竜彦、小石智紀、河合礼威子、前田真宏 他

ピースボート -Piece Vote-
- 放送日：7月4日 - 9月19日
- 脚本：溝井英一デービス、山岡潤平
- 出演：濱田岳 他

## テレビ朝日系の主なテレビドラマ

### テレ朝水曜21時枠刑事ドラマ
相棒 season9 - 制作：東映
- 放送日：2010年10月20日 - 2011年3月9日
- 脚本：戸田山雅司、太田愛、櫻井武晴、徳永富彦、古沢良太、ブラジリィー・アン・山田、輿水泰弘
- 出演：水谷豊、及川光博 他

遺留捜査 - 制作：東映
- 放送日：4月13日 - 6月22日（全11回）
- 脚本：尾西兼一、坂田義和、池上純哉、伊藤洋子他
- 出演：上川隆也、貫地谷しほり、佐野史郎、大杉漣 他

新・警視庁捜査一課9係 - 制作：東映
- 放送日：7月6日 - 9月14日（全11回）
- 脚本：深沢正樹、岡崎由紀子、徳永富彦、波多野都、ハセベバクシンオー、真部千晶、瀧川晃代
- 出演：渡瀬恒彦、井ノ原快彦(20th Century) 他

相棒 season10 - 制作：東映
- 放送日：10月19日 - 2012年3月21日
- 脚本：戸田山雅司 他
- 出演：水谷豊、及川光博 他

### 木曜ミステリー
ホンボシ〜心理特捜事件簿〜 - 制作：東映
- 放送日：1月20日 - 3月10日（全8回）
- 脚本：真部千晶、武上純希、福田卓郎、岩下悠子
- 出演：船越英一郎、髙嶋政宏、大塚寧々、桐山漣 他

おみやさん（第8シリーズ） - 制作：東映
- 放送日：4月28日 - 6月23日（全9回）
- 原作：石ノ森章太郎『おみやさん』（双葉社刊）
- 脚本：塩田千種、森下直、岩下悠子、徳永富彦
- 出演：渡瀬恒彦、櫻井淳子 他

京都地検の女（第7シリーズ） - 制作：東映
- 放送日：7月7日 - 9月15日（全9回）
- 脚本：西岡琢也、塩田千種、洞澤美恵子、岩下悠子、難波江由紀子
- 出演：名取裕子 他

科捜研の女（第11シリーズ） - 制作：東映
- 放送日：10月20日 - 2012年3月8日
- 脚本：櫻井武晴 他
- 出演：沢口靖子 他

### テレビ朝日木曜ドラマ
告発〜国選弁護人
- 放送日：1月13日 - 3月3日（全8回）
- 原案：松本清張『疑惑』（佐原のキャラクター設定）、『弱味』、『箱根心中』、『火の記憶』、『山』
- 脚本：竹山洋、吉本昌弘、ちゃき克彰
- 出演：田村正和、真矢みき、橋爪功 他

ハガネの女 season2
- 放送日：4月21日 - 6月16日（全9回）
- 原作：深谷かほる『ハガネの女』（集英社『YOU』）
- 脚本：大石哲也
- 出演：吉瀬美智子、斎藤工 他

陽はまた昇る - 制作：MMJ
- 放送日：7月21日 - 9月15日（全9回）
- 脚本：井上由美子
- 出演：佐藤浩市、三浦春馬 他

DOCTORS〜最強の名医〜
- 放送日：10月27日 - 12月15日（全8回）
- 脚本：福田靖
- 出演：沢村一樹、比嘉愛未、高嶋政伸、野際陽子 他

### 朝日放送・テレビ朝日金曜9時枠の連続ドラマ
悪党〜重犯罪捜査班 - 制作：MMJ ※最終作品
- 放送日：1月21日 - 3月25日（全8回）
- 脚本：深沢正樹
- 出演：高橋克典 他

### 金曜ナイトドラマ
バーテンダー
- 放送日：2月4日 - 4月1日（全8回）
- 脚本：高橋ナツコ、山浦雅大他
- 出演：相葉雅紀（嵐）、貫地谷しほり 他

犬を飼うということ〜スカイと我が家の180日〜 - 制作：ザ・ワークス
- 放送日：4月15日 - 6月10日（全9回）
- 脚本：寺田敏雄
- 出演：錦戸亮（NEWS/関ジャニ∞）、水川あさみ 他

ジウ 警視庁特殊犯捜査係 - 制作：東宝
- 放送日：7月29日 - 9月23日（全9回）
- 原作：誉田哲也『ジウシリーズ』（中央公論新社刊）
- 脚本：菱田信也
- 出演：黒木メイサ、多部未華子、城田優、北村有起哉 他

11人もいる!
- 放送日：10月21日 - 12月16日（全9回）
- 脚本：宮藤官九郎
- 出演：神木隆之介、田辺誠一、光浦靖子 他

### 日曜11時枠

#### 日曜ナイトドラマ
Dr.伊良部一郎 - 制作：5年D組 ※最終作品
- 放送日：1月30日 - 3月27日（全8回）
- 原作：奥田英朗『イン・ザ・プール』『空中ブランコ』『町長選挙』（文春文庫刊）
- 脚本：八津弘幸、田中一彦、高山直也
- 出演：徳重聡、余貴美子、原幹恵 他

#### 日曜ナイトプレミア
アスコーマーチ〜明日香工業高校物語〜 - 制作：MMJ ※第1回作品
- 放送日：4月24日 - 7月3日（全9回）
- 脚本：森ハヤシ
- 出演：武井咲、松坂桃李 他

日韓共同ドラマ テレシネマ『19』
- 放送日：8月14日、8月21日
- 脚本：井上由美子
- 監督：チャン・ヨンウ
- 出演：T.O.P(BIGBANG)、V.I(BIGBANG)、ホ・イジェ 他

バラ色の聖戦 30歳2児の母、モデルになる。
- 放送日：9月4日 - 10月9日
- 原作：こやまゆかり『バラ色の聖戦』（講談社『Kiss』連載）
- 脚本：旺季志ずか
- 出演：吹石一恵、芦名星、長谷川朝晴、要潤、夏木マリ 他

俺の空 刑事編 - 制作：MMJ
- 放送日：10月16日 - 12月18日
- 原作：本宮ひろ志（集英社文庫）
- 脚本：深沢正樹
- 出演：庄野崎謙、国仲涼子、永井大 他

### スーパーヒーロータイム
天装戦隊ゴセイジャー - 制作：東映、東映エージェンシー
- 放送日：2010年2月14日 - 2011年2月6日（全51話）
- 原作：八手三郎
- 出演：千葉雄大、さとう里香、浜尾京介、にわみきほ、小野健斗、中村咲哉 山田ルイ53世（髭男爵 他

仮面ライダーオーズ/OOO - 制作：東映、ADK
- 放送日：2010年9月5日 - 2011年8月28日（全48話）
- 原作：石ノ森章太郎（石森章太郎プロ）
- 出演：渡部秀、三浦涼介、高田里穂、君嶋麻耶、有末麻祐子、甲斐まり恵、宇梶剛士 他

海賊戦隊ゴーカイジャー - 制作：東映、東映エージェンシー
- 放送日：2011年2月13日 - 2012年2月19日（全51話）
- 原作：八手三郎・石ノ森章太郎
- 出演：小澤亮太、山田裕貴、市道真央、清水一希、小池唯、池田純矢 他

仮面ライダーフォーゼ - 制作：東映、ARK
- 放送日：2011年9月4日 - 2012年8月26日（全48話）
- 原作：石ノ森章太郎（石森章太郎プロ）
- 出演：福士蒼汰、高橋龍輝、清水富美加、吉沢亮、田中卓志（アンガールズ）、鶴見辰吾 他

### BS朝日のテレビドラマ
家族法廷 - 制作：BS朝日・MMJ
- 放送日：4月27日 - 6月29日（全10回）
- 脚本：尾崎将也、関えり香、山田能龍、牟田桂子他
- 出演：長塚京三、ミムラ 他

王様の家
- 放送日：10月12日 - 12月14日（全10回）
- 出演：市村正親、岡田奈々、要潤、佐津川愛美、春川恭亮(劇団EXILE)、吉岡澪皇、石倉三郎 他

### スペシャルドラマ（テレビ朝日）
ドラマスペシャル 味いちもんめ - 制作：東映
- 放送日：1月8日
- 原作：倉田よしみ『味いちもんめ』（小学館・ビッグコミックスペリオール刊）
- 脚本：両沢和幸
- 出演：中居正広(SMAP)、山本裕典、樹木希林、小林稔侍 他

第10回文芸社ドラマスペシャル あの海を忘れない 〜若年性アルツハイマー病を支えて〜 - 制作：電通
- 放送日：2月6日
- 原作：山本陽子「さいはてたい」（文芸社刊）
- 脚本：浅野妙子
- 出演：若村麻由美、綾野剛、小林稔待、萬田久子 他

ドラマスペシャル 遺恨あり 明治十三年 最後の仇討 - 制作：ホリプロ
- 放送日：2月26日
- 原作：吉村昭『最後の仇討』（新潮文庫・仇討刊）
- 脚本：後藤法子、源孝志
- 出演：藤原竜也、松下奈緒、小澤征悦、吉岡秀隆、北大路欣也 他

科捜研の女スペシャル - 制作：東映
- 放送日：3月17日
- 脚本：櫻井武晴
- 出演：沢口靖子、内藤剛志 他

最後の晩餐 〜刑事・遠野一行と七人の容疑者〜 - 制作：MMJ
- 放送日：5月14日
- 脚本：井上由美子
- 出演：佐藤浩市、黒木瞳、西田敏行 他

日韓共同ドラマ テレシネマ『天国への郵便配達人』
- 放送日：8月27日
- 脚本：北川悦吏子
- 監督：イ・ヒュンミン
- 出演：ジェジュン、ハン・ヒョジュ 他

二夜連続ドラマスペシャル 松本清張 砂の器 - 制作：東映
- 放送日：9月10日、11日（2夜連続）
- 原作：松本清張『砂の器』（新潮文庫刊）
- 脚本：竹山洋
- 出演：玉木宏、中谷美紀、佐々木蔵之介、小林薫 他

オリンパスドラマスペシャル 光る壁画
- 放送日：10月1日
- 原作：吉村昭『光る壁画』（新潮文庫刊）
- 脚本：後藤法子
- 出演：佐藤隆太、加藤あい 他

SP〜警視庁警護課 - 制作：東映
- 放送日：10月8日
- 脚本：西岡琢也
- 出演：渡瀬恒彦、佐野史郎、杉本哲太、平泉成、高畑淳子 他

火車 - 制作：東映
- 放送日：11月5日
- 原作：宮部みゆき『火車』（新潮文庫刊）
- 脚本：森下直
- 出演：上川隆也、佐々木希、寺脇康文 他

ABC創立60周年記念スペシャルドラマ 湊かなえミステリー 境遇 - 制作：朝日放送
- 放送日：12月3日
- 原作：湊かなえ『境遇』（双葉社刊）
- 脚本：矢島正雄
- 出演：松雪泰子、りょう 他

愛・命 〜新宿歌舞伎町駆け込み寺〜
- 放送日：12月17日
- 原案：玄秀盛
- 脚本：竹山洋
- 出演：渡辺謙、永作博美 他

越境捜査3 - 制作：東映
- 放送日：12月22日
- 原作：笹本稜平『破断-越境捜査3-』(双葉社)
- 脚本：吉本昌弘
- 出演：柴田恭兵、寺島進、伊藤裕子、平泉成、升毅、名高達男、野村真美、小沢真珠、佐戸井けん太、鈴木一真 他

警視庁失踪人捜査課 - 制作：テレビ朝日・朝日放送
- 原作：堂場瞬一『裂壊－警視庁失踪課・高城賢吾』（中公文庫）
- 脚本：渡辺雄介
- 出演：沢村一樹、北村有起哉 他

### そのほか（テレビ朝日）
サクラとさつき - 制作：朝日放送
- 放送日：4月1日
- 脚本：永冨義人
- 出演：松浦亜弥、浜口順子、橋本じゅん 他

家族レッスン - 制作：朝日放送
- 放送日：5月16日 - 5月20日
- 脚本：中治信博、田中真輝、佐藤朝子、直川隆久、中尾孝年
- 出演：東風万智子、遠山景織子、相川結、安達祐実、小野真弓

私のホストちゃん〜しちにんのホスト〜
- 放送日：10月4日 - 2012年3月27日
- 構成・演出：鈴木おさむ
- ホスト監修：夕聖
- 出演：オキャディー、 塩川渉、平田裕一郎、五十嵐麻朝、長濱慎、向山毅、廣瀬智紀 他

もっと熱いぞ!猫ヶ谷!! - 制作：メ〜テレ
- 放送日：10月13日 - 12月15日
- 原作：克・亜樹『熱いぞ!猫ヶ谷!!』
- 脚本：上野耕一郎、近藤一彦、廣田正興
- 出演：綾乃美花 他

## TBS系の主なテレビドラマ

### パナソニック ドラマシアター
水戸黄門 第42部 - 制作：C.A.L
- 放送日：2010年10月11日 - 2011年3月21日（全21回）
- 出演：里見浩太朗、東幹久、的場浩司、雛形あきこ、林家三平 他

ハンチョウ〜神南署安積班〜 シリーズ4 〜正義の代償〜 - 制作：ドリマックス・テレビジョン
- 放送日：4月11日 - 6月27日（全12回）
- 原作：今野敏『神南署安積班』『安積班シリーズ』(ハルキ文庫)
- 脚本：大川俊道、いとう斗士八、安井国穂、岡芳郎
- 出演：佐々木蔵之介、中村俊介、塚地武雅、黒谷友香 他

水戸黄門 第43部（最終シリーズ） - 制作：C.A.L
- 放送日：7月4日 - 12月12日（全21回）
- 出演：里見浩太朗、東幹久、的場浩司、雛形あきこ、林家三平 他

### 木曜9時
渡る世間は鬼ばかり 最終シリーズ
- 放送日：2010年10月14日 - 2011年9月29日（全47回）
- 脚本：橋田壽賀子
- 出演：泉ピン子、角野卓造、えなりかずき、宇津井健 他

#### 木曜ドラマ9
ランナウェイ〜愛する君のために - 制作：ドリマックス・テレビジョン ※第1回作品
- 放送日：10月27日 - 12月22日（全9回）
- 脚本：羽原大介
- 出演：市原隼人、塚本高史、上田竜也（KAT-TUN）、渡哲也 他

### 金曜ドラマ
LADY〜最後の犯罪プロファイル〜
- 放送日：1月7日 - 3月25日（全10回）
- 脚本：荒井修子、渡辺雄介、徳永友一
- 出演：北川景子 他

生まれる。
- 放送日：4月22日 - 6月24日（全10回）
- 脚本：鈴木おさむ
- 出演：堀北真希、大倉忠義（関ジャニ∞）、中島健人、田中美佐子 他

美男 (イケメン) ですね
- 放送日：7月15日 - 9月23日（全11回）
- 原作：韓国ドラマ『美男(イケメン)ですね』( 韓国SBS)
- 脚本：高橋麻紀 ほか
- 出演：瀧本美織、玉森裕太(Kis-My-Ft2)、藤ヶ谷太輔(Kis-My-Ft2)、八乙女光(Hey!Say!JUMP)、小嶋陽菜(AKB48) 他

専業主婦探偵〜私はシャドウ
- 放送日：10月21日 - 12月16日（全9回）
- 原作：粕谷紀子『私はシャドウ』（集英社文庫刊）
- 脚本：中園ミホ、山岡真介
- 出演：深田恭子、藤木直人、桐谷健太 他

### 日曜劇場
冬のサクラ
- 放送日：1月16日 - 3月20日（全9回）
- 脚本：高橋麻紀
- 出演：草彅剛(SMAP)、今井美樹 他

TBS開局60周年記念 JIN-仁- 完結編
- 放送日：4月17日 - 6月26日（全11回）
- 原作：村上もとか『JIN -仁-』（集英社・スーパージャンプ）
- 脚本：森下佳子
- 出演：大沢たかお、綾瀬はるか、中谷美紀、内野聖陽 他

華和家の四姉妹
- 放送日：7月10日 - 9月18日（全11回）
- 原作：柴門ふみ（講談社『モーニング』連載）
- 脚本：清水友佳子、関えり香、泉澤陽子
- 出演：観月ありさ、貫地谷しほり、川島海荷、加藤成亮(NEWS)、遠藤憲一、吉瀬美智子 他

TBS開局60周年記念 南極大陸
- 放送日：10月16日 - 12月18日（全10回）
- 原案：北村泰一『南極越冬隊タロジロの真実』〈小学館刊 〉
- 脚本：いずみ吉紘
- 出演：木村拓哉(SMAP)、綾瀬はるか、堺雅人、山本裕典、寺島進、緒形直人、柴田恭兵、香川照之 他

### 金曜深夜枠

#### Friday Break
ヘブンズ・フラワー The Legend of ARCANA
- 放送日：1月14日 - 3月4日、8月29日、9月5、6、12、13日（全11回）
- 脚本：大林利江子、泉澤陽子、野高みゆき
- 出演：川島海荷、荒木宏文(D-BOYS) 他

シマシマ
- 放送日：4月22日 - 6月24日（全10回）
- 原作：山崎紗也夏『シマシマ』（講談社・モーニング KC刊）
- 脚本：牧野圭祐、大林利江子、谷岡由紀
- 出演：矢田亜希子、三浦翔平 他

桜蘭高校ホスト部 ※最終作品
- 放送日：7月22日 - 9月30日（全11回）
- 原作：葉鳥ビスコ『桜蘭高校ホスト部』（白泉社・LaLa刊）
- 脚本：池田奈津子
- 出演：川口春奈、山本裕典 他

#### フライデードラマNEO
怪盗ロワイヤル ※第1回作品
- 放送日：10月28日 - 12月23日（全9回）
- 原案：株式会社DeNA（ソーシャルゲーム・オンラインRPG『怪盗ロワイヤル』より）
- 脚本：柳谷貴博 他
- 出演：松坂桃李、大政絢、福士誠治、チャンソン 他

### 毎日放送の深夜ドラマ枠
サイン ※最終作品
- 放送日：1月19日 - 3月16日
- 脚本：半澤律子
- 出演：植原卓也、桜田通、橋本淳、柳澤貴彦、平間壮一、寺田拓哉、吉沢亮 他

### 毎日放送制作・TBS系深夜ドラマ
カルテット
- 放送日：1月20日 - 3月24日
- 原作：大沢在昌『カルテット』（角川書店刊）
- 脚本：公園兄弟、真辺克彦、鴨義信
- 出演：福田沙紀、松下優也 他

マッスルガール!
- 放送日：4月23日 - 6月25日（全10回）
- 脚本：村上桃子ほか
- 出演：市川由衣、イ・ホンギ(FTisland)

荒川アンダー ザ ブリッジ
- 放送日：7月30日 - 9月24日（全9回）
- 原作：中村光『荒川アンダー ザ ブリッジ』（スクウェア・エニックス・ヤングガンガン刊）
- 監督・脚本：飯塚健
- 出演：林遣都、桐谷美玲 他

深夜食堂2 - 制作：アットムービー・クリエイティヴ（企画：アミューズ、毎日放送）
- 放送日：10月13日 - 12月15日（全10回）
- 原作：安倍夜郎『深夜食堂』（小学館「ビッグコミックオリジナル」連載中）
- 脚本：真辺克彦、向井康介、及川拓郎 他
- 出演：小林薫 他

### BS-TBSのテレビドラマ
ケータイ刑事 銭形結
- 放送日：2010年12月4日 - 2011年2月12日
- 出演：岡本杏理 他

恋チョコ - 制作：サムシングクリエイション
- 放送日：2月14日
- 出演：高橋愛、水田航生 他

### スペシャルドラマ (TBS)
赤い指〜『新参者』加賀恭一郎再び!
- 放送日：1月3日
- 原作：東野圭吾『新参者』（講談社刊）
- 脚本：牧野圭祐 、真野勝成
- 出演：阿部寛、黒木メイサ、溝端淳平 他

トイレの神様 - 制作：毎日放送
- 放送日：1月5日
- 原作：植村花菜『トイレの神様』（宝島社刊）
- 脚本：旺季志ずか
- 出演：芦田愛菜、北乃きい、岩下志麻 他

私は屈しない〜特捜検察と戦った女性官僚と家族の465日
- 放送日：1月31日
- 原案：江川紹子『私は泣かない 屈さない』（月刊文藝春秋掲載）
- 脚本：上杉隆之
- 出演：田中美佐子 他

シリーズ激動の昭和 総理の密使 〜核密約42年目の真実〜
- 放送日：2月21日
- 脚本：渡邉睦月
- 出演：三上博史 他

パナソニック ドラマスペシャル 屋上のあるアパート - 制作：The icon
- 放送日：3月21日
- 原作：阿川佐和子『屋上のあるアパート』（講談社刊）
- 脚本：吉田紀子
- 出演：長澤まさみ 他

3年B組金八先生ファイナル〜「最後の贈る言葉」4時間SP
- 放送日：3月27日
- 原作：小山内美江子
- 脚本：清水有生
- 出演：武田鉄矢 他

遺品整理人 谷崎藍子II 〜届かなかったメッセージ〜 - 制作：毎日放送
- 放送日：5月30日
- 脚本：清水有生
- 出演：高畑淳子、矢崎滋、加賀まりこ 他

浅見光彦シリーズ30回記念作品 化生の海
- 放送日：9月19日
- 原作：内田康夫『浅見光彦シリーズ』（新潮文庫刊）
- 出演：沢村一樹 他

居酒屋もへじ
- 放送日：9月25日
- プロデュース：石井ふく子
- 脚本：黒土三男
- 出演：水谷豊、松坂慶子、桂文珍、奈良岡朋子 他

CBC開局60周年記念スペシャルドラマ 初秋 - 制作：中部日本放送・松竹
- 放送日：10月8日
- 原作：井上靖『凍れる樹』
- 脚本・監督：原田眞人
- 出演：役所広司、中越典子 他

アントキノイノチ〜プロローグ〜天国への引越し屋 - 制作：ドリマックス・テレビジョン
- 放送日：11月5日
- 脚本：田中幸子
- 出演：原田泰造（ネプチューン）、佐藤江梨子、榮倉奈々、鶴見辰吾 他

水戸黄門最終回スペシャル - 制作：C.A.L
- 放送日：12月19日
- 脚本：横山一真
- 出演：里見浩太朗、東幹久、的場浩司、雛形あきこ、内藤剛志、林家三平、横内正、大和田伸也、伊吹吾郎、あおい輝彦、高橋元太郎、由美かおる 他

ドラマ特別企画2011 帰郷
- 放送日：12月23日
- 脚本：久松真一
- 出演：渡哲也、渡瀬恒彦 他

シンガポール・日本共同制作ドラマ ムーンケーキ - 共同制作： シンガポール・メディアコープ
- 放送日：12月24日
- 脚本：荒井修子
- 出演：大塚シノブ、Qi YuWu（戚玉武）、市毛良枝、笛木優子 他

## テレビ東京系の主なテレビドラマ

### 月曜10時
最上の命医 - 制作：東宝
- 放送日：1月10日 - 3月14日（全10回）
- 原作：入江謙三、橋口たかし（小学館・少年サンデー刊）
- 脚本：中園健司、岩村匡子
- 出演：斎藤工、比嘉愛未、陣内孝則 他

鈴木先生 - 制作：アスミック・エース
- 放送日：4月25日 - 6月27日（全10回）
- 原作：武富健治『鈴木先生』（双葉社・漫画アクション刊）
- 脚本：古沢良太、岩下悠子
- 出演：長谷川博己、臼田あさ美、山口智充 他

IS（アイエス）〜男でも女でもない性〜 ※最終作品
- 放送日：7月18日 - 9月19日（全10回）
- 原作：六花チヨ（講談社『Kiss』連載）
- 出演：福田沙紀、剛力彩芽 他

### ドラマ24
URAKARA
- 放送日：1月14日 - 4月8日
- 脚本：村上大樹、金沢知樹
- 出演：KARA 他

マジすか学園2 - 制作：電通
- 放送日：4月15日 - 7月1日
- 企画：秋元康
- 脚本：鎌田智恵、橋本博行、山岡潤平、山岡真介
- 出演：AKB48 他

勇者ヨシヒコと魔王の城
- 放送日：7月8日 - 9月23日（全12回）
- 脚本：福田雄一
- 出演：山田孝之、木南晴夏、ムロツヨシ、岡本あずさ、佐藤二朗、宅麻伸 他

ここが噂のエル・パラシオ
- 放送日：10月7日 - 12月23日（全12回）
- 原作：あおやぎ孝夫『ここが噂のエル・パラシオ』（小学館「ゲッサン」）
- 出演：武田航平、佐藤江梨子 他

### 新春ワイド時代劇
戦国疾風伝 二人の軍師 秀吉に天下を獲らせた男たち
- 放送日：1月2日
- 原作：嶋津義忠『竹中半兵衛と黒田官兵衛〜秀吉に天下を取らせた二人の軍師〜』（PHP文庫）
- 脚本：尾西兼一
- 出演：高橋克典、山本耕史、西田敏行 他

### スペシャルドラマ（テレビ東京）
BSジャパン開局10周年記念番組 尾崎豊20thメモリアルイヤーズ特別企画 風の少年〜尾崎豊 永遠の伝説〜 - 制作：BSジャパン、テレビ東京制作
- 放送日：3月21日
- 原作：須藤晃『尾崎豊 覚え書き』（小学館文庫刊）
- 脚本：洞澤美恵子
- 出演：成宮寛貴 他

卒業ホームラン
- 放送日：3月23日
- 原作：重松清
- 脚本：矢島正雄
- 演出：赤羽博
- 出演：船越英一郎、高島礼子、山口智充、斉藤由貴、戸田菜穂、北大路欣也 他

ボクら星屑のダンス
- 放送日：10月6日
- 原作：佐倉淳一『ボクら星屑のダンス』（角川文庫刊）
- 脚本：田子明弘
- 出演：高橋克実 他

### BSジャパンのテレビドラマ
フィレンツェ・ラビリンス〜15世紀の私を探して
- 放送日：9月24日
- 原作：森下典子「前世への冒険—ルネサンスの天才彫刻家を追って」
- 出演：杏 他

### そのほか（テレビ東京）
シアターGOLD 24 -TWENTY FOUR-シーズン5 - 制作： アメリカ合衆国FOX Film
- 放送日：4月13日 - 9月21日
- 出演：キーファー・サザーランド 他

ウルトラマンシリーズ45周年 ウルトラマン列伝 - 制作：円谷プロダクション
- 放送日：7月6日 -

牙狼-GARO- 〜MAKAISENKI〜
- 放送日：10月6日 - 2012年3月22日（全24回）
- 原作・総監督：雨宮慶太
- 脚本：雨宮慶太、他
- 監督：雨宮慶太、他
- 出演：小西遼生、肘井美佳、螢雪次朗 他

## フジテレビ系の主なテレビドラマ

### 月曜9時
大切なことはすべて君が教えてくれた
- 放送日：1月17日 - 3月28日（全10回）
- 脚本：安達奈緒子
- 出演：戸田恵梨香、三浦春馬、武井咲、篠田麻里子(AKB48) 他

幸せになろうよ
- 放送日：4月18日 - 6月27日（全11回）
- 脚本：井上由美子、古家和尚
- 出演：香取慎吾(SMAP)、黒木メイサ、藤木直人、仲里依紗、綾部祐二（ピース）、玉森裕太(Kis-My-Ft2) 他

全開ガール
- 放送日：7月11日 - 9月19日（全11回）
- 脚本：吉田智子
- 出演：新垣結衣、錦戸亮(NEWS/関ジャニ∞)、薬師丸ひろ子 他

私が恋愛できない理由
- 放送日：10月17日 - 12月19日（全10回）
- 脚本：山崎宇子、坂口理子
- 出演：香里奈、吉高由里子、大島優子（AKB48）他

### 火曜9時
CONTROL〜犯罪心理捜査〜 - 制作：共同テレビ
- 放送日：1月11日 - 3月22日（全11回）
- 脚本：寺田敏雄、田辺満 他
- 出演：松下奈緒、藤木直人、横山裕（関ジャニ∞） 他

名前をなくした女神 - 制作：FCC
- 放送日：4月12日 - 6月21日（全11回）
- 脚本：渡辺千穂
- 出演：杏、つるの剛士、尾野真千子、倉科カナ、りょう、木村佳乃 他

絶対零度〜特殊犯罪潜入捜査〜 - 制作：共同テレビ
- 放送日：7月12日 - 9月20日（全12回）
- 脚本：酒井雅秋
- 出演：上戸彩、桐谷健太、杉本哲太、北大路欣也 他

謎解きはディナーのあとで - 制作：共同テレビ
- 放送日：10月18日 - 12月20日（全10回）
- 原作：東川篤哉『謎解きはディナーのあとで』（小学館・きらら 刊）
- 脚本：黒岩勉
- 出演：櫻井翔（嵐）、北川景子 他

### 関西テレビ制作・火曜10時
美しい隣人 - 制作：MMJ
- 放送日：1月11日 - 3月15日（全10回）
- 脚本：神山由美子
- 出演：仲間由紀恵、檀れい、渡部篤郎 他

グッドライフ〜ありがとう、パパ。さよなら〜
- 放送日：4月19日 - 6月28日（全11回）
- 原作：チョ・チャンイン『グッドライフ』（小学館文庫）
- 脚本：大島里美
- 出演：反町隆史、榮倉奈々、井川遥、伊原剛志 他

チーム・バチスタ3 アリアドネの弾丸 - 制作：MMJ
- 放送日：7月12日 - 9月20日（全12回）
- 原作：海堂尊『アリアドネの弾丸』（宝島社）
- 脚本：後藤法子
- 出演：伊藤淳史、仲村トオル、高橋克典 他

HUNTER〜その女たち、賞金稼ぎ〜 - 制作：共同テレビ
- 放送日：10月11日 - 12月13日（全10回）
- 脚本：伴一彦
- 出演：米倉涼子、谷原章介、桐谷美玲 他

### 木曜劇場
外交官・黒田康作
- 放送日：1月13日 - 3月17日（全10回）
- 原作：真保裕一
- 脚本：古家和尚、池上純哉
- 出演：織田裕二、柴咲コウ 他

BOSS（第2シリーズ）
- 放送日：4月14日 - 6月30日（全11回）
- 脚本：林宏司
- 出演：天海祐希、竹野内豊、戸田恵梨香、玉山鉄二 他

それでも、生きてゆく
- 放送日：7月7日 - 9月15日（全11回）
- 脚本：坂元裕二
- 出演：瑛太、満島ひかり 他

蜜の味〜A Taste Of Honey〜
- 放送日：10月13日 - 12月22日（全11回）
- 脚本：大石静
- 出演：榮倉奈々、菅野美穂、ARATA、溝端淳平 他

### ドラマチック・サンデー
スクール!! - 制作：共同テレビ
- 放送日：1月16日 - 3月20日（全9回）
- 脚本：秦建日子
- 出演：江口洋介、西島秀俊、北乃きい、岸部一徳 他

マルモのおきて - 制作：共同テレビ
- 放送日：4月24日 - 7月3日（全12回）
- 脚本：櫻井剛、阿相クミコ
- 出演：阿部サダヲ、芦田愛菜、鈴木福、比嘉愛未 他

花ざかりの君たちへ〜イケメン☆パラダイス〜2011 - 制作：共同テレビ
- 放送日：7月10日 - 9月18日（全11回）
- 原作：中条比紗也『花ざかりの君たちへ』（白泉社・花とゆめ刊）
- 脚本：山上ちはる
- 主演：前田敦子（AKB48）、中村蒼、三浦翔平 他

僕とスターの99日
- 放送日：10月23日 - 12月25日（全10回）
- 脚本：武田有起
- 出演：西島秀俊、キム・テヒ 他

### 東海テレビ制作昼ドラマ
さくら心中 - 制作：共同テレビ
- 放送日：1月5日 - 4月8日
- 脚本：中島丈博
- 出演：笛木優子、徳山秀典 他

霧に棲む悪魔 - 制作：国際放映
- 放送日：4月11日 - 7月1日
- 原案：ウィルキー・コリンズ『白衣の女』
- 脚本：金谷祐子
- 出演：入山法子、姜暢雄、京野ことみ、戸次重幸、榎木孝明 他

明日の光をつかめ2 - 制作：MMJ
- 放送日：7月4日 - 9月2日
- 脚本：清水有生
- 出演：小島藤子、松下優也、渡辺いっけい 他

毒姫とわたし - 制作：泉放送制作
- 放送日：9月5日 - 10月28日
- 脚本：加藤綾子、山本あかり
- 出演：櫻井淳子、黒川芽以 他

花嫁のれん（第2シリーズ） - 制作：テレパック
- 放送日：10月31日 - 12月29日
- 作・脚本：小松江里子
- 出演：羽田美智子、野際陽子 他

### スペシャルドラマ（フジテレビ）
サザエさん3 - 制作：FCC
- 放送日：1月2日
- 原作：長谷川町子
- 脚本：田中一彦、高橋ナツコ、樫田正剛
- 出演：観月ありさ、筒井道隆、片岡鶴太郎、竹下景子、田中裕二、白石美帆 他

チーム・バチスタSP2011〜さらばジェネラル!天才救命医は愛する人を救えるか〜 - 制作：関西テレビ、MMJ
- 放送日：1月2日
- 原作： 海堂尊『ジェネラル・ルージュの凱旋』（宝島社刊）
- 脚本：後藤法子
- 出演：伊藤淳史、仲村トオル 他

新春東京ツアー!どえりゃあ婆ちゃん探偵団〜湯けむりパラダイスの怪事件〜 - 制作：東海テレビ、ザ・ワークス
- 放送日：1月4日
- 原作：清水義範『やっとかめ探偵団危うし』（光文社文庫刊）
- 脚本：浅野有生子
- 出演：橋爪功、小松政夫、石倉三郎、佐藤B作 他

サイコダイヴ
- 放送日：1月7日
- 脚本：近藤一彦
- 出演：丸山智己、森カンナ、鈴木一功、宮下ともみ、諏訪雅、佐藤隆太、畠中洋 他

七福神!
- 放送日：1月7日
- 脚本：一雫ライオン、川邊優子
- 出演：染谷将太、北村有起哉、裵ジョンミョン、水沢奈子、半海一晃、嶋大輔、佐藤二朗 他

任侠ヘルパースペシャル
- 放送日：1月9日
- 脚本：古家和尚
- 出演：草彅剛(SMAP)、黒木メイサ 他

いじわるばあさん3 - 制作：オセロット
- 放送日：1月28日
- 脚本：鎌田敏夫、井上由美子
- 出演：市原悦子、内藤剛志 他

夏樹静子サスペンス・検事 霞夕子〜森を歩く死体〜 - 制作：ユニオン映画
- 放送日：2月4日
- 原作：夏樹静子『青い指』
- 脚本：吉本昌弘
- 出演：沢口靖子、植草克秀(少年隊)、櫻井淳子、神保悟志、西村和彦 他

黄昏流星群 〜C-46星雲〜 - 制作：関西テレビ
- 放送日：2月20日
- 原作：弘兼憲史『黄昏流星群』（小学館・ビッグコミックオリジナル刊）
- 脚本：三浦有為子
- 出演：中村雅俊、高島礼子 他

プロポーズ兄弟〜生まれ順別 男が結婚する方法〜
- 放送日：2月21日 - 24日（4夜連続）
- 脚本：衛藤凛
- 出演：佐藤隆太、杏、小池徹平、佐々木希、中村蒼、本仮屋ユイカ、伊藤淳史、ベッキー 他

SP 〜革命前日〜
- 放送日：3月5日
- 原案・脚本：金城一紀
- 出演：岡田准一（V6）、堤真一、真木よう子 他

ドラマレジェンドスペシャル わが家の歴史
- 放送日：3月24日、25日、26日（2010年4月9日、10日、11日にフジテレビ開局50周年記念企画として放送）
- 脚本：三谷幸喜
- 出演：柴咲コウ、佐藤浩市、松本潤（嵐）、佐藤隆太、堀北真希、榮倉奈々、長澤まさみ、大泉洋、西田敏行 他

新・ミナミの帝王 - 制作：関西テレビ・メディアプルポ
- 放送日：3月27日
- 原作：天王寺大原作・郷力也作画『難波金融伝・ミナミの帝王』（日本文芸社刊）
- 脚本：オカモト國ヒコ
- 出演：千原ジュニア 他

鬼平犯科帳スペシャル 一寸の虫 - 制作：松竹
- 放送日：4月15日
- 原作：池波正太郎『一寸の虫』、『殺しの波紋』（文春文庫刊）
- 脚本：古田求
- 出演：中村吉右衛門、多岐川裕美 他

うなぎパイドラマスペシャル 誰よりも君を愛す! - 制作：テレビ静岡
- 放送日：4月17日
- 脚本：藤本有紀
- 出演：高橋克実、長澤まさみ、春風亭昇太 他

業界LOVE STORY〜だからテレビはおもしろい〜 - 制作：東海テレビ
- 放送日：5月4日
- 脚本：オークラ
- 出演：上島竜兵(ダチョウ倶楽部)、有吉弘行、遠藤雄弥、金子さやか、平泉成 他

内田康夫作家30周年記念 2夜連続特別企画 浅見光彦シリーズ 棄霊島
- 放送日：5月6日、5月7日
- 原作：内田康夫『棄霊島』（文春文庫刊）
- 脚本：峯尾基三
- 出演：中村俊介、南野陽子 他

世にも奇妙な物語 21世紀 21年目の特別編
- 放送日：5月14日
- 原作：唯川恵、小林泰三
- 脚本：渡辺千穂、正岡謙一郎、半澤律子、ふじきみつ彦、筧昌也
- 出演：タモリ(案内人)、大森南朋、杏、坂口憲二、永作博美、松平健 他

刑事・鳴沢了2 〜偽りの聖母〜
- 放送日：5月20日
- 原作：堂場瞬一『刑事・鳴沢了』シリーズ（中公文庫刊）
- 脚本：酒巻浩史
- 出演：坂口憲二 他

東野圭吾3週連続スペシャル『11文字の殺人』『ブルータスの心臓』『回廊亭殺人事件』
- 放送日：6月10日、17日、24日
- 原作：東野圭吾
- 出演：永作博美、藤原竜也、常盤貴子 他

さだまさしドラマスペシャル『故郷 〜娘の旅立ち〜』
- 放送日：7月5日
- 原案：『五島のトラさん〜頑固オヤジと大家族の12年〜』（制作：テレビ長崎、第12回FNSドキュメンタリー大賞特別賞）
- 脚本：樫田正剛
- 出演：堀北真希、松平健 他

絶対零度〜未解決事件特命捜査〜Special - 制作：共同テレビ
- 放送日：7月8日
- 脚本：酒井雅秋
- 出演：上戸彩、宮迫博之（雨上がり決死隊）、北大路欣也 他

となりの悪魔ちゃん〜ミズと溝の口〜
- 放送日：7月16日
- 脚本：菅野友恵
- 出演：竹富聖花、加藤虎ノ介 他

最後の絆 沖縄・引き裂かれた兄弟 〜鉄血勤皇隊と日系アメリカ兵の真相〜
- 放送日：8月13日
- 脚本：ひかわかよ、鈴木智
- 出演：佐藤健、要潤 他

森村誠一サスペンス『破婚の条件』- 制作：国際放映
- 放送日：8月26日
- 原作：森村誠一『破婚の条件』
- 脚本：岡崎由紀子
- 出演：稲森いずみ、石黒賢、鈴木砂羽、津田寛治、松方弘樹 他

夏樹静子サスペンス・検事霞夕子〜無関係な死〜 - 制作：ユニオン映画
- 放送日：9月2日
- 原作：夏樹静子『路上の奇禍』
- 脚本：吉本昌弘
- 出演：沢口靖子、西村和彦、神保悟志 他

ほんとにあった怖い話 夏の特別編2011
- 放送日：9月3日
- 出演：芦田愛菜、武井咲、中山優馬、向井理 他

宮部みゆきスペシャル『魔術はささやく』
- 放送日：9月9日
- 原作：宮部みゆき『魔術はささやく』（新潮社）
- 脚本：渡辺千穂
- 出演：木村佳乃、中村蒼、小池栄子、原田美枝子、奥田瑛二 他

アンフェア the special〜ダブル・ミーニング 二重定義〜 - 制作：関西テレビ・共同テレビ（KTV公式）
- 放送日：9月23日
- 原作：秦建日子『推理小説』（河出書房新社）
- 脚本：大久保ともみ
- 出演：北乃きい、山本耕史、阿部サダヲ、加藤雅也、寺島進、篠原涼子、佐藤浩市 他

鬼平犯科帳スペシャル 盗賊婚礼 - 制作：松竹
- 放送日：9月30日
- 原作：池波正太郎『盗賊婚礼』（文春文庫刊）
- 脚本：古田求
- 出演：中村吉右衛門、多岐川裕美、松平健 他

フリーター、家を買う。スペシャル - 制作：共同テレビ
- 放送日：10月4日
- 原作：有川浩『フリーター、家を買う。』（幻冬舎）
- 脚本：橋部敦子
- 出演：二宮和也（嵐）、香里奈、竹中直人、浅野温子 他

マルモのおきてスペシャル - 制作：共同テレビ
- 放送日：10月9日
- 脚本：櫻井剛、阿相クミコ
- 出演：阿部サダヲ、芦田愛菜、鈴木福、比嘉愛未 他

ステキな隠し撮り〜完全無欠のコンシェルジュ〜 - 制作：共同テレビ
- 放送日：11月5日
- 脚本・総合演出：三谷幸喜
- 出演：深津絵里、西田敏行、阿部寛、竹内結子、浅野忠信、草彅剛(SMAP)、中井貴一 他

世にも奇妙な物語 2011年 秋の特別編
- 放送日：11月26日
- 脚本：酒井雅秋、ふじきみつ彦、小峯裕之、森ハヤシ、半澤律子
- 出演：タモリ(案内人)、松下奈緒、三浦春馬、水川あさみ、浅野忠信、志田未来 他

レッスンズ - 制作：関西テレビ
- 放送日：11月27日
- 原作：谷村志穂『レッスンズ』（講談社文庫刊）
- 脚本：永田優子
- 出演：鈴木杏、田崎アヤカ、相島一之、斉藤由貴、大杉漣 他

悪女たちのメス - 制作：The icon
- 放送日：12月9日
- 原作・脚本：秦建日子
- 出演：仲間由紀恵、瀬戸朝香 他

君は空を見てるか（第23回フジテレビヤングシナリオ大賞受賞作）
- 放送日：12月25日
- 脚本：宮本陽介
- 出演：緒形直人、新井浩文、大森絢音、杉本哲太 他

### BSフジのテレビドラマ
開局10周年記念番組『ひとりじゃない』 - 制作：劇団東俳つくしんぼくらぶ、劇団東俳
- 放送日：1月8日 - 2月12日（全6回）
- 脚本：井上淳一
- 出演：浅利陽介、森口瑤子 他

港古志郎警視
- 放送日：1月16日 - 4月16日
- 監督・脚本：愛川欽也
- 出演：愛川欽也 他

P&Gパンテーンドラマスペシャル2011 フォルティッシモ〜また逢う日のために〜
- 放送日：9月24日
- 脚本：武井彩
- 出演：藤澤恵麻、笠原秀幸、絵美里、ソニン 他

T-UP presents サムズアップ!
- 放送日：10月25日 - 12月（全10回）
- 出演：優香、和田聰宏、螢雪次朗 他

### CSフジのテレビドラマ
TOKYOコントロール 東京航空交通管制部
- 放送日：1月19日 - 5月25日（全10回）
- 出演：川原亜矢子、時任三郎 他

おくさまは18歳
- 放送日：3月27日 - 4月19日（全4回）
- 脚本：樫田正剛
- 出演：西川貴教(T.M.Revolution)、夏菜 他

スイッチガール!!
- 放送日：12月24日 - 2012年
- 脚本：宇山佳佑
- 出演：西内まりや、桐山漣 他

### そのほか（フジテレビ）
モウソウ刑事! - 制作：東海テレビ
- 放送日：1月12日 - 3月30日
- 脚本：鹿目由紀、元木隆史
- 出演：松井珠理奈(SKE48) 他

からくり侍 セッシャー1 - 制作：テレビ静岡
- 放送日：7月3日 -
- 出演：弓削智久、桐島里菜、平野靖幸、小関靖幸、岸田タツヤ / 藤江れいな(AKB48) 他

ハルサー・エイカー - 制作：沖縄テレビ、南西産業、有限会社CMC
- 放送日：9月3日 -
- 脚本：山田優樹
- 出演：福田萌子、山城智二、知念臣悟 他

## WOWOWの主なテレビドラマ

### 連続ドラマW
幻夜
- 放送日：2010年11月21日 - 2011年1月16日
- 出演：深田恭子、塚本高史、柴田恭平 他

CO 移植コーディネーター
- 放送日：3月27日 - 4月24日（全5回）
- 出演：吉岡秀隆 他

下町ロケット
- 放送日：8月21日 - 9月25日（全6回）
- 原作：池井戸潤
- 脚本：前川洋一
- 出演：三上博史、寺島しのぶ、池内博之、古谷一行、渡部篤郎 他

WOWOW開局20周年記念番組 パンドラIII 革命前夜
- 放送日：10月2日 - 11月20日
- 脚本：井上由美子
- 出演：江口洋介、内野聖陽 他

造花の蜜
- 放送日：11月27日 - 12月18日（全4回）
- 原作：連城三紀彦
- 脚本：岡田惠和
- 出演：檀れい 他

### ミッドナイト☆ドラマ
借王2 運命の報酬
- 放送日：1月8日 - 2月26日（全8話）
- 出演：中村俊介、本上まなみ 他

人間昆虫記
- 放送日：7月30日 -　9月10日（全7話）
- 原作：手塚治虫
- 脚本：高橋泉
- 出演：美波、ARATA、久世星佳、鶴見辰吾、松永京子、北村有起哉、中村敦夫 他

### スペシャルドラマ (WOWOW)
WOWOWスペシャルドラマ 堤幸彦×佐野元春 コヨーテ、海へ
- 放送日：1月3日
- 出演：林遣都 他

再生巨流
- 放送日：3月6日
- 出演：渡部篤郎、中村蒼、黒川智花、松重豊、陣内孝則 他

第3回WOWOWシナリオ大賞受賞作 ドラマW 遠い日のゆくえ
- 放送日：3月13日
- 出演：永山絢斗、富田靖子、風吹ジュン、寺脇康文 他

死刑基準（公式サイト）
- 放送日：9月25日
- 出演：山本耕史、小澤征悦、戸田菜穂、柏原崇、京野ことみ、柄本明 他

WOWOW開局20周年記念番組 三谷幸喜「short cut」
- 放送日：11月3日
- 脚本・監督：三谷幸喜
- 出演：中井貴一、鈴木京香、梶原善 他

## 独立局
犬飼さんちの犬 - 制作：『犬飼さんちの犬』製作委員会
- 放送日：1月中旬 - 4月上旬（全10回）
- 原作：『犬飼さんちの犬』竹書房刊
- 脚本：永森裕二
- 出演：小日向文世 他

戦国★男士 - 制作：「戦国★男士」パートナーズ
- 放送日：10月上旬 -
- 脚本：赤星政尚、増本庄一郎
- 監督：金田治、六車俊治
- 出演：滝口幸広、平野良、内田譲、伊藤梨沙子、鶴田忍 他

美人探偵M
- 放送日：12月3日 - 2012年3月3日（全13回）
- 出演：ドクターHIRO、須山るみ、山田空、愛実 他

### BSスカパー!のテレビドラマ
Oh!デビー（公式サイト）
- 放送日：10月1日 - 22日（全4回）
- 出演：矢田亜希子、森公美子、笹本玲奈 他

鬼平外伝 熊五郎の顔 - 制作：時代劇専門チャンネル・松竹（公式サイト）
- 放送日：11月19日（BSスカパー!先行）、2012年2月11日
- 原作：池波正太郎『熊五郎の顔』
- 脚本：金子成人
- 出演：寺島しのぶ 他